# Kabinett Yasuo Fukuda (Umbildung)
Das umgebildete Kabinett Yasuo Fukuda regierte Japan von der Kabinettsumbildung am 2. August 2008, die Premierminister Yasuo Fukuda während der sommerlichen Sitzungspause des Kokkai durchführte, bis zu seinem Rücktritt am 24. September 2008.
Der Rücktritt des Vorgängerkabinetts und die Vorstellung der neuen Minister hatten bereits am 1. August stattgefunden, die formelle Ernennung durch den Tennō erfolgte einen Tag später. Dem Kabinett gehörten 13 Abgeordnete des Shūgiin, drei des Sangiin sowie ein Staatsminister an, der nicht Abgeordneter war. Vier Staatsminister aus dem alten Kabinett wurden auf ihren Posten belassen. Fünf Minister gehörten erstmals einem Kabinett an.
Kurz vor der Kabinettsumbildung waren am 1. August 2008 die Führungspositionen der LDP neu besetzt worden. Bunmei Ibuki und Toshihiro Nikai wechselten von der Parteiführung ins Kabinett. Die Kōmeitō erhielt das Umweltministerium anstelle des Ministeriums für Land, Infrastruktur und Transport.
Gleichzeitig mit der Amtszeit der Staatsminister begann die Amtszeit der Sonderberatern des Premierministers, der stellvertretenden Kabinettssekretäre Ryū Shionoya, Mitsuhide Iwaki und Masahiro Futahashi sowie des Leiters des Legislativbüros des Kabinetts, Reiichi Miyazaki.
| Amt | Name                               | Bild               | Partei  | Kammer  | Faktion     |
| --- | ---------------------------------- | ------------------ | ------- | ------- | ----------- |
| Premierminister | Yasuo Fukuda                       | Yasuo Fukuda       | LDP     | Shūgiin | (Machimura) |
| Staatsminister, die ein Ministerium leiten |                                    |                    |         |         |             |
| Minister für Innere Angelegenheiten und Kommunikation zuständig für Regionalreform, Postprivatisierung                                                              | Hiroya Masuda                      | Hiroya Masuda      | —       | —       | —           |
| Justizminister | Okiharu Yasuoka                    | Okiharu Yasuoka    | LDP     | Shūgiin | Yamasaki    |
| Außenminister | Masahiko Kōmura                    | Masahiko Kōmrua    | LDP     | Shūgiin | Kōmura      |
| Finanzminister | Bunmei Ibuki                       | Bunmei Inbuki      | LDP     | Shūgiin | Ibuki       |
| Minister für Bildung, Kultur, Sport, Wissenschaft und Technologie                                                                                                   | Tsuneo Suzuki                      | Tsuneo Suzuki      | LDP     | Shūgiin | Asō         |
| Minister für Gesundheit, Arbeit und Soziales | Yōichi Masuzoe                     | Yōichi Masuzoe     | LDP     | Sangiin | —           |
| Minister für Landwirtschaft, Forsten und Fischerei | Seiichi Ōta bis 19. September 2008 | Seiichi Ōta        | LDP     | Shūgiin | Koga        |
| Minister für Landwirtschaft, Forsten und Fischerei | Nobutaka Machimura kommissarisch   | Machimura Nobutaka | LDP     | Shūgiin | Machimura   |
| Minister für Wirtschaft, Handel und Industrie | Toshihiro Nikai                    | Toshihiro Nikai    | LDP     | Shūgiin | Nikai       |
| Minister für Land, Infrastruktur und Transport zust. für Tourismus und maritime Angelegenheiten                                                                     | Sadakazu Tanigaki                  | Sadakazu Tanigaki  | LDP     | Shūgiin | Koga        |
| Umweltminister zust. für globale Umweltfragen | Tetsuo Saitō                       | Tetsuo Saitō       | Kōmeitō | Shūgiin | —           |
| Verteidigungsminister | Yoshimasa Hayashi                  | Yoshimasa Hayashi  | LDP     | Sangiin | Koga        |
| Chefkabinettssekretär |                                    |                    |         |         |             |
| Chefkabinettssekretär | Nobutaka Machimura                 | Machimura Nobutaka | LDP     | Shūgiin | Machimura   |
| Staatsminister ohne Ministerium |                                    |                    |         |         |             |
| Vorsitzender der Nationalen Kommission für Öffentliche Sicherheit Staatsminister für Angelegenheiten von Okinawa und der Nördlichen Territorien, Katastrophenschutz | Motoo Hayashi                      | Motoo Hayashi      | LDP     | Shūgiin | Yamasaki    |
| Staatsminister für den Finanzsektor zust. für Verwaltungsreform, Reform des Beamtentums                                                                             | Toshimitsu Motegi                  | Toshimitsu Motegi  | LDP     | Shūgiin | Tsushima    |
| Staatsminister für Wirtschafts- und Steuerpolitik zust. für Deregulierung                                                                                           | Kaoru Yosano                       | Kaoru Yosano       | LDP     | Shūgiin | —           |
| Staatsministerin für die Bekämpfung des Geburtenrückgangs, Geschlechtergleichstellung und die Entführungsfrage                                                      | Kyōko Nakayama                     | Kyōko Nakayama     | LDP     | Sangiin | Machimura   |
| Staatsministerin für Verbraucherschutz, Lebensmittelsicherheit, Wissenschaft & Technologie                                                                          | Seiko Noda                         | Seiko Noda         | LDP     | Shūgiin | —           |

Anmerkung: Der Premierminister gehört während seiner Amtszeit offiziell keiner Faktion an.

## Rücktritte
- Premierminister Yasuo Fukuda kündigte am 1. September 2008 seinen Rücktritt an. Das Kabinett blieb bis zur Ernennung des neuen Kabinetts – nach der Wahl eines neuen LDP-Vorsitzenden und Premierministers – geschäftsführend im Amt. Der Rücktritt des Kabinetts wurde während der Sondersitzung des Kokkai am 24. September 2008 eingereicht.
- Landwirtschaftsminister Seiichi Ōta trat am 19. September zurück, um die Verantwortung für einen Lebensmittelskandal zu übernehmen.[2]